# الحركة الناصرية

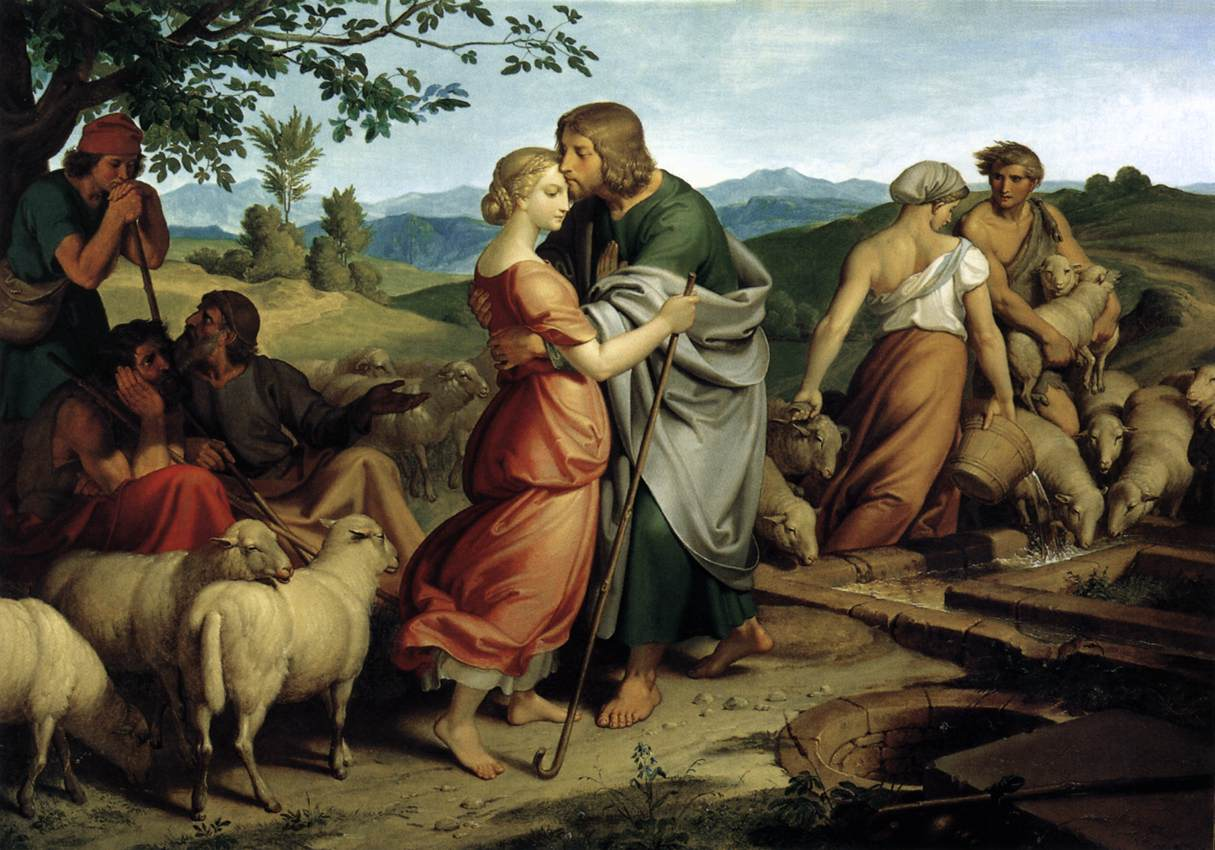

تبنت مجموعة من الرسامين الرومانسيين الألمان في أوائل القرن التاسع عشر الذين كانوا يهدفون إلى إحياء الروحانية في الفن اللقب الناصري. جاء اسم الناصرية من مصطلح السخرية الذي استُخدم ضدهم لتأثرهم بأسلوب الكتاب المقدس في الملابس وتصفيف الشعر.

## لمحة تاريخية
شكل ستة طلاب في أكاديمية فيينا عام 1809، تعاونية فنية تُسمى أخوية سانت لوك أو لوكاسبوند، متبوعة باسم مشترك لنقابات الرسامين في العصور الوسطى. انتقل أربعة منهم في عام 1810 إلى روما وهم: يوهان فريدرش أوفربيك وفرانتس بفور ولودفيغ فوغل ويوهان كونارد هوتينغر، حيث شغلوا هناك دير سان إيسيدور المهجور. انضم إليهم فيليب فايت وبيتر فون كورنيليوس ويوليوس شنور فون كارولسفيلد وفريدريش فيليام شادوف ومجموعة كبيرة من الفنانين الألمان الناطقين بالألمانية. التقوا بفنان المناظر الطبيعية النمساوي جوزيف أنتون كوخ (1768- 1839) الذي أصبح معلمًا غير رسمي للمجموعة. انضم إليهم جوزيف فون فوهريش (1800- 1876) في عام 1827.
جاء الدافع الرئيسي للحركة الناصرية كرد فعل ضد الكلاسيكية الجديدة والتعليم الفني الروتيني لنظام الأكاديمية. كانوا يأملون في العودة إلى الفن الذي يجسد القيم الروحية، ويسعون وراء الإلهام في فناني أواخر العصور الوسطى وأوائل عصر النهضة، رافضين ما اعتبروه براعة سطحية للفن اللاحق.
عاشت المجموعة في روما حياة شبه رهبانية، كطريقة لإعادة خلق طبيعة ورشة فنان القرون الوسطى. سيطرت الموضوعات الدينية على إنتاجهم، وسمحت لهم لجنتان رئيسيتان بمحاولة إحياء فن الرسم على الجدران في العصور الوسطى. انتهوا من سلسلتين من اللوحات الجدارية من أجل كاسا بارتولدي (1816-1817) (انتقلت إلى المعرض الوطني القديم في برلين) وكازينو ماسيمو (1817- 1829)، التي جذبت اهتمامًا عالميًا لعمل «الحركة الناصرية». مع ذلك، عاد الجميع باستثناء أوفربيك إلى ألمانيا بحلول عام 1830 وفُككت المجموعة. أصبح العديد من الناصريين مدرسين مؤثرين في أكاديميات الفنون الألمانية.

## الإرث
كانت خطة الحركة الناصرية اعتماد ما أسموه التعبير الصادق في الفن وإلهام الفنانين قبل رفائيل وممارسة تأثير كبير في ألمانيا وإنجلترا على حركة ما قبل الرفائيلية. كان لهم أيضًا تأثير مباشر على الفنانين البريطانيين ويليام دايس وفريدريك لايتون وفورد مادوكس براون.

## أعضاء بارزين
- بيتر فون كورنيليوس فون
- جوزيف فونفوريش
- يوهان كونارد هوتينغر
- يوهان فريدريش
- فرانتس بفور
- فريدريش فيليام شادوف
- يوليوس شنور فون كارلسفيد
- إدوارد جايكوب فون شتاين
- فيليب فايت
- يوهانس فايت
- لودفيغ فوغل
- يوجين فون جيرارد